# 소금과 건강
소금의 건강에 대한 영향( - 建康 - 影響, 영어: health effects of salt)은 음식의 맛을 내기 위해 사용되는 염화 나트륨(NaCl)으로 구성된 광물인 소금의 섭취가 과다하거나 부족한 것과 관련하여 고려되는 문제이다. 모든 알려진 생물은 소금을 구성하는 주요 부분인 염소와 나트륨 이온을 소량 필요로 한다. 소금은 체내의 수분 조절(체액평형)에 관련되어 있다. 나트륨 이온은 그 자체가 신경계에 전기 신호를 주는 데에 쓰인다. 소금의 소비는 근대에 들어 증가해 왔고, 과학자들은 소금을 지나치게 섭취하면 건강이 위험해진다는 것을 알게 되었는데, 민감한 개인의 고혈압도 그중에 포함된다. 따라서 일부 보건 당국은 식이성 나트륨의 양을 제한할 것을 권장해 왔는데, 일부에서는 전형적인 서구적 식사에서는 위험성이 적다고도 한다.

## 단기 영향
너무 많거나 너무 적게 소금을 섭취하면 경련, 어지럼증 또는 신경 장애나 죽음을 부를 수 있는 전해질장애를 초래할 수 있다. 소금 없이 너무 많은 물을 마시게 되면 물중독(저나트륨혈증)으로 위험해진다.
단기간에 너무 많은 소금(체중 1kg당 1g 정도)을 섭취하여도 죽을 수 있다. 소금물을 구토제로 시도하거나 강제로 소금을 먹이거나 어린이의 음식에 설탕과 소금을 혼동하여 죽음에 이르기도 한다.

## 장기 영향
높은 수준의 소금 섭취가 건강에 미치는 장기 영향에 대해서는 논란이 많다.
다음과 같은 사항이 일부 연관된다.
- 뇌졸중과 심혈관계 질환.[11]
- 고혈압: 서로 다른 집단과 연령대의 성인에서 소금 섭취와 혈압 사이의 관련성을 나타내는 증거가 제시되었다.[12] 또한, 소금 섭취를 줄이면 작지만 의미 있는 혈압 감소를 야기한다.[10][13]
- 좌심실비대: 소금을 많이 섭취하면 좌심실 비대를 일으켜 고혈압에 의한 효과와는 관계 없이 심혈관계 질환에 강한 위험인자가 될 수 있음을 암시하는 증거가 있다.[12] 소금을 많이 섭취하면 좌심실비대를 예측하게 된다는 증거가 모이고 있다.[14] 소금을 과다하게 섭취하면서 충분한 물을 마시지 않으면 고나트륨혈증을 일으킬 수 있으며, 신장병을 악화시킬 수 있다.[6]
- 부종: 부종(과잉액체잔류)의 치료로 소금의 섭취를 줄이는 방법이 추천되어 왔다.[6][15]
- 위암은 많은 양의 소금을 섭취하는 것과 관련이 있다.[16][17]